# Sałman Tepsurkajew
Sałman Tepsurkajew (ros. Салман Тепсуркаев; ur. 2001, zm. 15 września 2020 w Dżałce) – czeczeński aktywista, moderator kanału 1ADAT, ofiara reżimu kadyrowskiego.

## Biografia
Sałman Tepsurkajew był moderatorem działającego na Telegramie kanału 1ADAT – opozycyjnego wobec prezydenta Czeczenii Ramzana Kadyrowa, informującego m.in. o porwaniach i torturach czeczeńskich aktywistów. Zawodowo pracował jako kelner w hotelu w Gelendżyku, w Kraju Krasnodarskim. 

### Porwanie
6 września 2020 w miejscu zatrudnienia w Gelendżyku został porwany przez pracowników Ministerstwa Spraw Wewnętrznych Czeczenii i następnie wywieziony do Czeczenii. Przez kolejne dni Tepsurkajew był torturowany i poniżany. 7 września 2020 opublikowano film, na którym występujący nago Tepsurkajew przyznaje, że był administratorem kanału 1ADAT, za co przeprasza. Następnie jest zmuszony, aby usiąść na butelce. Informacje o filmie podały ogólnorosyjskie media, wywołując duże zainteresowanie oraz oburzenie. Opozycyjni blogerzy komentowali, że incydent był bulwersujący nawet jak na standardy kadyrowskiej Czeczenii. W kolejnych dniach pojawiały się inne inscenizowane filmy z Tepsurkajewem, w których pokazywano m.in. rzekomo swobodny spacer aktywisty ulicami Groznego. Następnie Tepsurkajew zaginął i w kolejnych latach brak było o nim jakichkolwiek informacji.

### Śledztwo
O porwaniu powiadomiono rosyjskie organy bezpieczeństwa. Delegatura Komitetu Śledczego Federacji Rosyjskiej w Czeczenii odmówiła wszczęcia postępowania w sprawie zaginięcia, ze względu na brak znamion przestępstwa. Do władz rosyjskich oficjalne pismo w sprawie Tepsurkajewa skierował Europejski Trybunał Praw Człowieka, który zapytał się czy porwania dokonały organy państwowe. W odpowiedzi oświadczono, że Rosja nie posiada informacji, jakoby Tepsurkajew miał być zatrzymywany i brutalnie traktowany.
W sprawę zaangażowali się prawnicy Komitetu Przeciwko Torturom. Śledztwo podjął również Oddział Komitetu Śledczego Federacji Rosyjskiej w Gelendżyku. 19 października 2021 Europejski Trybunał Praw Człowieka orzekł, że Komitet Śledczy nie podjął żadnych znaczących środków w celu identyfikacji porywaczy i ustalenia miejsca pobytu Tepsurkajewa, mimo udzielonych mu informacji o tożsamości dwóch spośród funkcjonariuszy, którzy dokonali porwania. Próby ich przesłuchania przez Komitet Śledczy nie powiodły się, z powodu otwartego zignorowania śledztwa przez władze czeczeńskie. ETPC uznał odpowiedzialność Rosji za porwanie i tortury oraz przyznał Tepsurkajewi i jego żonie odszkodowanie w wysokości 26 tysięcy euro.

### Śmierć
24 sierpnia 2022 Komitet Przeciwko Torturom potwierdził śmierć Tepsurkajewa. Został on zamordowany 15 września 2020 (w 10 dzień po porwaniu) na poligonie w miejscowości Dżałka. Oprawcy związali Tepsurkajewa oraz włożyli mu do ust granat, którego eksplozja spowodowała śmierć aktywisty.
Ciało zostało oddane krewnym z nakazem, aby go pochować jak psa. Sałman Tepsurkajew spoczął w bezimiennym grobie.

## Życie prywatne
W 2020 w Dagestanie, pół roku przed porwaniem, wziął ślub islamski z Jelizawietą. Z powodu pandemii COVID-19 i przeprowadzki, małżeństwo nie zostało zawarte w urzędzie stanu cywilnego, w związku z czym jego żona nie była uznawana przez rosyjskich śledczych za stronę postępowania.